# Solal Forte
 (septembre 2013).
Si vous disposez d'ouvrages ou d'articles de référence ou si vous connaissez des sites web de qualité traitant du thème abordé ici, merci de compléter l'article en donnant les références utiles à sa vérifiabilité et en les liant à la section « Notes et références ».
 (février 2019).
Pour les articles homonymes, voir Forte.
Solal Forte est un comédien français né en 1993.

## Biographie
Les débuts de Solal Forte ont été salués en 2000 par le Prix Adami[réf. nécessaire], attribué au court métrage Le Livre de Magali Negroni, où il joue avec Mélanie Doutey.
Issu du Cours Simon, il intègre la classe libre du Cours Florent en 2012 (promotion XXIII), en continuant de tourner et d’être présent à la scène[réf. nécessaire].
Il tient le rôle principal dans La Baie d'Alger, téléfilm de Merzak Allouache, diffusé sur France 2 le 12 juin 2012, adapté de l’œuvre autobiographique de Louis Gardel.  Solal Forte y incarne l'écrivain adolescent.
Paradis Amers, téléfilm de Christian Faure, lui offre le rôle principal de Hugo, fils d’expatriés. Tourné à Mayotte d'après le roman Tout doit disparaître de Mikaël Ollivier, ce téléfilm a reçu le Prix du meilleur scénario au Festival de la fiction TV de La Rochelle 2012.
Les téléspectateurs ont vu Solal Forte dans Une vie française de Jean-Pierre Sinapi, Une nouvelle vie de Stéphane Kurc, Dans la peau d’une grande de Pascal Lahmani. Dans certains épisodes du feuilleton Bref de Kyan Khojandi et Bruno Muschio, diffusé sur Canal Plus, Solal Forte interprète le personnage principal lors des flash-backs, quand celui-ci est dans sa première jeunesse.
Au cinéma, il tourne dans Un chat un chat, de Sophie Fillières, Tu honoreras ta mère et ta mère de Brigitte Rouan, Malavita de Luc Besson ou encore Fonzy (2013) d'Isabelle Doval, où il joue un des fils de José Garcia.
Avec ses professeurs Suzanne Marrot et Jean-Pierre Garnier, Solal Forte travaille La Guerre des Deux-roses d’après Shakespeare. Il a joué en 2013 au théâtre du Lucernaire une pièce de Fabrice Melquiot, Je suis drôle.

## Filmographie
- 2011 : Une vie française de Jean-Pierre Sinapi (TV) : Vincent Blick #1
- 2011 : Une nouvelle vie de Christophe Lamotte (TV) : Jérémie
- 2011 : Bref de Kyan Khojandi et Bruno Muschio (2 épisodes) : JE à l'âge de 15 ans
- 2012 : Clean de Benjamin Bouhana : Le copain de Romy
- 2012 : Paradis amers, téléfilm de Christian Faure (TV) : Hugo
- 2012 : La Baie d'Alger, de Merzak Allouache (TV) : Louis (15 ans)
- 2012 : Tu honoreras ta mère et ta mère de Brigitte Rouan : Antoine
- 2013 : Fonzy d'Isabelle Doval : Xavier
- 2013 : Malavita de Luc Besson : élève
- 2014 : Après les cours, réalisé par Guillaume Renusson
- 2014 : Danbé, la tête haute de Bourlem Guerdjou : Fred
- 2015 : Au nom des fils de Christian Faure (TV) : Ludovic
- 2015 : Paris-Willouby de Quentin Reynaud, Arthur Delaire : Alexandre
- 2016 : L'Avenir de Mia Hansen-Løve : Johann
- 2017 : Les Équilibristes de Gilles Tillet (court métrage) : Vincent[1]
- 2018 : At Eternity's Gate de Julian Schnabel : Gaston
- 2019 : Au nom de la terre d'Édouard Bergeon : Rémi
- 2025 : Bref de Kyan Khojandi et Bruno Muschio (1 épisode) : JE à l'âge de 20 ans